# Selenenové kyseliny

Obecný strukturní vzorec selenenové kyseliny

Selenenové kyseliny jsou organické sloučeniny odpovídající obecnému vzorci RSeOH, kde R ≠ H. Jedná se o jednu ze skupin organoselenových oxokyselin, kam patří také seleninové kyseliny (RSeO2H) a selenonové kyseliny (RSeO3H). Selenenové kyseliny odvozené od selenoenzymů jsou původci jejich antioxidačních vlastností. Aktuální název funkční skupiny -SeOH dle IUPAC je -SeO-selenoperoxol.

## Vlastnosti

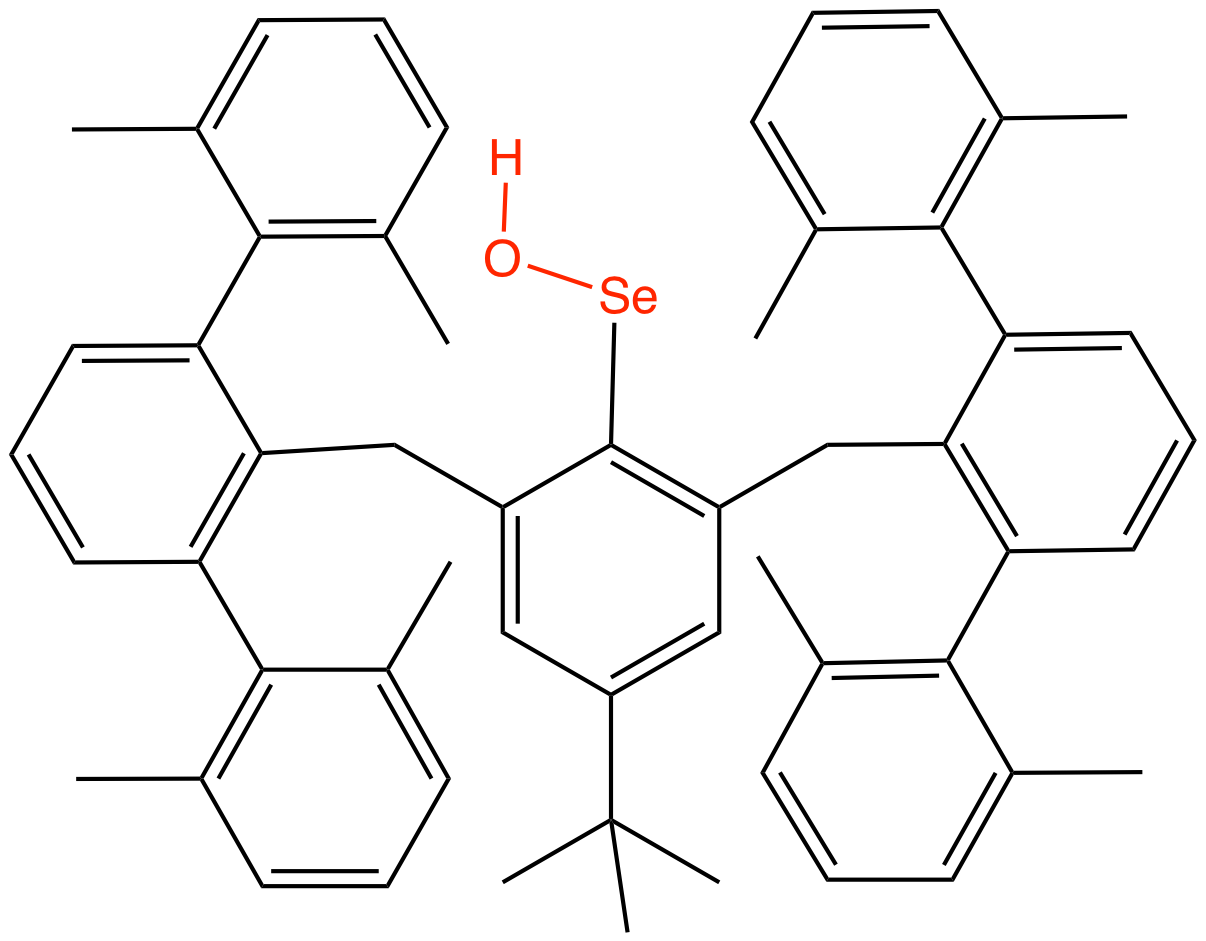
Struktura izolovatelné selenenové kyseliny, 2,6-bis{[2,6-bis(2,6-dimethylfenyl)fenyl]methyl}-4-terc-butylbenzen-1-SeO-selenoperoxolu (BmtSeOH)

Na rozdíl od selenonových a seleninových jsou selenenové kyseliny nestálé a podléhají samokondenzačním reakcím, vytvářejícím příslušné selenoselenináty nebo disproporcionacím na seleninové kyseliny a diselenidy;
4 RSeOH → 2 RSe(O)SeR + 2 H2O
4 RSeOH → 2 RSeO2H + RSeSeR
i značně objemná kyselina 2,4,6-tri-terc-butylbenzenselenenová se rychle disproporcionuje. První stálá selenenová kyselina byla připravena vložením skupiny SeOH do dutiny p-terc-butylkalix[6]arenového makrocyklu. Rentgenovou krystalografií bylo zjištěno, že délka vazby Se-O činí 176,3 pm. Vazba Se-O má absorpční pás v infračerveném spektru mezi 680 a 700 cm−1. U stálé selenenové kyseliny získané oxidací selenolu se silnými sterickými efekty, BmtSeH, měla vazba Se-O délku 180,8 pm a velikost úhlu O-Se-C byla 96,90°. Oxidací BmtSeOH vznikla sloučenina BmtSeO2H.
Selenenové kyseliny jsou předpokládanými meziprodukty řady redoxních reakcí, kterých se účastní organické sloučeniny selenu; příkladem může být syn-eliminace selenoxidů; selenenové kyseliny se také objevují jako meziprodukty redukcí seleninových kyselin a oxidací diselenidů. Předpoklad o tvorbě selenenových kyselin jako reaktivních meziproduktů je založen na podrobněji prozkoumaných reakcích zahrnujících sulfenové kyseliny.

## Biologický význam
Selenenové kyseliny odvozené od selenocysteinu se účastní buněčné signalizace a několika enzymatických dějů. Nejrozšířenější selenoenzym, glutathionperoxidáza (GPx), katalyzuje redukci peroxidů glutathionem (GSH). Meziprodukt v podobě selenenové kyseliny (E-SeOH) se vytváří oxidací katalyticky aktivního selenolu (E-SeH) peroxidem vodíku. Tento meziprodukt poté reaguje s glutathionem, obsahujícím thiolovou skupinu, za vzniku selenenylsulfidu (E-SeSG), jenž následně reaguje s druhou molekulou glutathionu, čímž se obnoví selenol a uvolní oxidovaná forma glutathionu (GS-SG). Součástí katalytického mechanismu je selenol (R-SeH), selenenylsulfid (R1-SeS-R2), a selenenová kyselina.
RSeH + H2O2 → RSeOH + H2O
RSeOH + GSH → GS-SeR + H2O
GS-SeR + GSH → GS-SG + RSeH
Za nepřítomnosti thiolů jsou selenoly oxidovány až na seleninové kyseliny. Řada organických sloučenin selenu (selenenamidů a diaryldiselenidů) vykazuje biologické účinky, když napodobují působení glutathionperoxidázy; redukují hydrogenperoxidy, které by se jinak přeměňovaly na toxické vedlejší produkty a/nebo reaktivní formy kyslíku, schopné dále poškozovat buňku.